# 법성면
법성면(法聖面)은 대한민국 전라남도 영광군의 면이다.

## 개요
법성면은 영광굴비 산업특구로 지정된 법성포가 있으며, 천연적 풍광이 수려하고 고려시대의 조창이자 조선시대 수군 주든지 등 역사적 유적들이 많은 곳이다. 관광지로는 전라도 2대 조창의 하나이며, 아름다운 법성항과 인도승 마라난타가 중국 동진을 거쳐 백제에 불교를 전하면서 법성포 좌우두에 최초로 발을 디딘 것을 기념하기 위해 건립된 백제불교최초도래지가 있고, 문화유적으로는 조선 중종 때 왜적의 침입을 막기 위해 축성한 진성, 400년 전통의 법성포 단오제 및 굴비축제가 열리는 법성느티나무군(숲쟁이)이 있으며, 특산품으로는 임금님의 수랏상에 진상된 천년 전통의 영광굴비가 있다.

## 행정 구역
- 대덕리
- 덕흥리
- 법성리
- 삼당리
- 신장리
- 용덕리
- 용성리
- 월산리
- 입암리
- 진내리
- 화천리

## 교육
- 법성포초등학교 (대덕리)
  - 진량분교 - 법성면 신장길1길 3 (신장리) (폐교)
- 영광서초등학교 월산분교 - 법성면 용성월산로 471 (월산리) (폐교)
- 법성중학교 (대덕리)
- 법성고등학교 (대덕리)